# Železniční napájecí soustava

Soustavy používané v Evropě:
750 V ss
15 kV, 16,7 Hz
3 kV ss
1,5 kV ss
25 kV, 50 Hz
neelektrizováno
Vysokorychlostní tratě ve Francii, Španělsku, Itálii, Velké Británii, Nizozemsku a Belgii jsou napájeny 25 kV.

Železniční napájecí soustava (trakční soustava) je soubor technických zařízení, která slouží k přenosu elektrické energie ze stabilní soustavy do drážních vozidel.
Napájecí soustavy lze rozlišovat podle:
- technického provedení – trolejové vedení jedno-, dvou- nebo třívodičové, napájecí kolejnice
- napětí a druhu proudu – střídavý jedno- nebo třífázový, stejnosměrný

V případě střídavého proudu se uvádí i jmenovitá frekvence.
V počátcích elektrické trakce rozvíjela každá železniční společnost svůj vlastní napájecí systém, a to takový, který uznala za nejvýhodnější. K jedinému sjednocení došlo mezi německy mluvícími zeměmi – Německem, Rakouskem a Švýcarskem. Po II. světové válce dovolil rozvoj polovodičové techniky a elektrotechniky vůbec zvládnutí napájení napětím s průmyslovým kmitočtem 50 Hz, což vedlo v některých zemích (Francie, Československo) k zavedení druhého napájecího systému. V poslední době se zavedením vysokorychlostní dopravy stoupá energetická náročnost vozidel, stejnosměrné systémy se tak ocitají na hranicích svých možností, a proto další země (Nizozemsko, Itálie) i přes nutnost použití vícesystémových vozidel zavádějí střídavé napájecí soustavy.
Z výše uvedených důvodů nalezneme v evropských zemích zejména tyto napájecí soustavy:
- Stejnosměrné
  - 3 kV (sever Česka, sever Slovenska, Španělsko, Itálie, Belgie, Polsko, Lotyšsko, Estonsko, většinou Rusko, Slovinsko)
  - 1,5 kV (jih Francie, Nizozemsko, v Česku pouze trať Tábor–Bechyně
  - do 1000 V (jihovýchodní Anglie, S-Bahn v Berlíně, místní dráhy)
  - 1,2 kV (S-Bahn v Hamburku)

- Střídavé
  - 25 kV, 50 Hz (jih a postupně sever Česka, jih Slovenska, Portugalsko, většina tratí na půdě Velké Británie, sever Francie, Dánsko, Maďarsko, Rumunsko, Bulharsko, nástupnické země Jugoslávie vyjma Slovinska, Řecko, Turecko, Ukrajina, Bělorusko, Litva, Finsko…), některé vysokorychlostní tratě i v oblasti s jinou běžnou napájecí soustavou
  - 15 kV, 16,7 Hz, dříve 16 ⅔ Hz (Německo, Rakousko, Švýcarsko, Norsko, Švédsko, v Česku trať Znojmo – Šatov – státní hranice s Rakouskem)

Vedle těchto hlavních napájecích soustav lze na místních nebo průmyslových drahách nalézt i jiné napájecí systémy, ze stejnosměrných jsou zde zejména napětí 1000, 750 a 600 V ss, 11 kV, 16,7 Hz, a dokonce i třífázové soustavy. Rozdílným napájecím soustavám odpovídá i rozdílná elektrická výzbroj lokomotiv. Pro průjezd tratěmi s více napájecími soustavami jsou konstruovány speciální vícesystémové lokomotivy. Jejich význam roste i v souvislosti se sjednocováním Evropy a tím i vzrůstem dálkové přepravy. V tomto směru je ovšem daleko větší překážkou nejednotnost zabezpečovacích zařízení.

## Charakteristiky základních napájecích soustav

### 25kV, 50Hz
U zrodu této soustavy stojí maďarský elektrotechnik a vynálezce Kálmán Kandó. Jako první dovedl k uskutečnění myšlenku napájení lokomotiv proudem s frekvencí 50 Hz, a to ve 20. letech, ve válkou zchudlém Maďarsku. Proti jiným systémům nebylo nutno budovat měnírny ani zvláštní napájecí síť, trolejové napětí (tehdy 16 kV) bylo získáno pouhou transformací z elektrorozvodné sítě. Napájecí napětí pro asynchronní motory bylo v lokomotivě transformováno a upraveno rotačním měničem fází. Až do počátku 60. let se zdálo, že Maďarsko zůstane s tímto napájecím systémem osamoceno, avšak mohutný rozvoj polovodičové techniky způsobil návrat k této soustavě, která se z dnešního hlediska jeví jako nejperspektivnější.
Tato soustava vykazuje nejmenší ztráty způsobené přenosem a trakční vedení se dá velmi snadno přes transformátory napájet z běžné veřejné elektrorozvodné sítě. Vzhledem k tomu, že dnešní moderní lokomotivy jsou vybaveny asynchronními motory s frekvenčními měniči, regulace výkonu nepředstavuje větší problém. Ve starších elektrických lokomotivách byly použity stejnosměrné motory s neřízenými křemíkovými usměrňovači, ale tato koncepce je dnes na ústupu a je považována za zastaralou. Díky vysokému napětí je možné snadno přenášet vysoké výkony požadované moderními výkonnými lokomotivami a vysokorychlostními jednotkami, a to i při rychlostech nad 200 km/h, kde stejnosměrné soustavy narážejí na svoje limity. Vysoké napětí také umožňuje velké rozestupy napájecích stanic. To je výhoda v místech, kde je stavba napájecích stanic obtížná, například v horách nebo rozlehlých pustinách bez osídlení.
Jednoduchost připojení do elektrorozvodné sítě s sebou přináší i řadu problémů. Největším z nich je nutnost rovnoměrného zatížení veřejné sítě, proto jsou jednotlivé úseky napájeny z různých fází. To způsobuje problémy při rekuperačním brzdění. Návrat energie do veřejné sítě je nevýhodný (v ČR zakázaný), a dodavatelé elektrické energie se mu brání z ekonomických i technických důvodů (nárazové dodávky, nízký účiník, deformovaný průběh napětí a proudu). Jiné vozidlo, které odebere dodanou energii nemusí být v daném úseku k dispozici a energie je mařena v brzdovém rezistoru. Starší trakční vozidla využívající neřízené usměrňovače a stejnosměrné komutátorové motory jsou zdrojem proudů celého spektra lichých harmonických kmitočtů, které je nutno filtrovat. Dále je nutno zajistit kompenzaci fázového posunu odebíraného napětí a proudu ze sítě pomocí tzv. filtračně kompenzační stanice (FKZ). Moderní trakční vozidla, využívající čtyřkvadrantové pulzně-šířkové měniče tyto nevýhody nemají. Bez následné symetrizace jsou a budou obě skupiny jen nesymetrickou zátěží. Trakční napájecí stanice je připojena jen na jedno sdružené napětí a i prostá činná zátěž zde způsobuje fázové posuny proudů vůči fázovým napětím o ±30 °. Přívodním třífázovým vedením mohou cirkulovat jalové i činné výkony. Nesymetrická zátěž má pulzující charakter a současně deformuje kruhové pole ve strojích připojených k síti. Potlačení nebo úplné převedení nesymetrické zátěže na symetrickou je investičně náročné a náročné na řízení. Je nutno používat výhradně jednostranné napájení trakčního vedení.
Výhody však převažují a proto se tato soustava šíří nejrychleji ze všech. V horizontu třiceti let (přibližně do roku 2047) je proto plánované sjednocení napájecí soustavy v ČR právě na 25 kV, 50 Hz.

### 15kV, 16,7Hz (dříve 16 ⅔Hz)

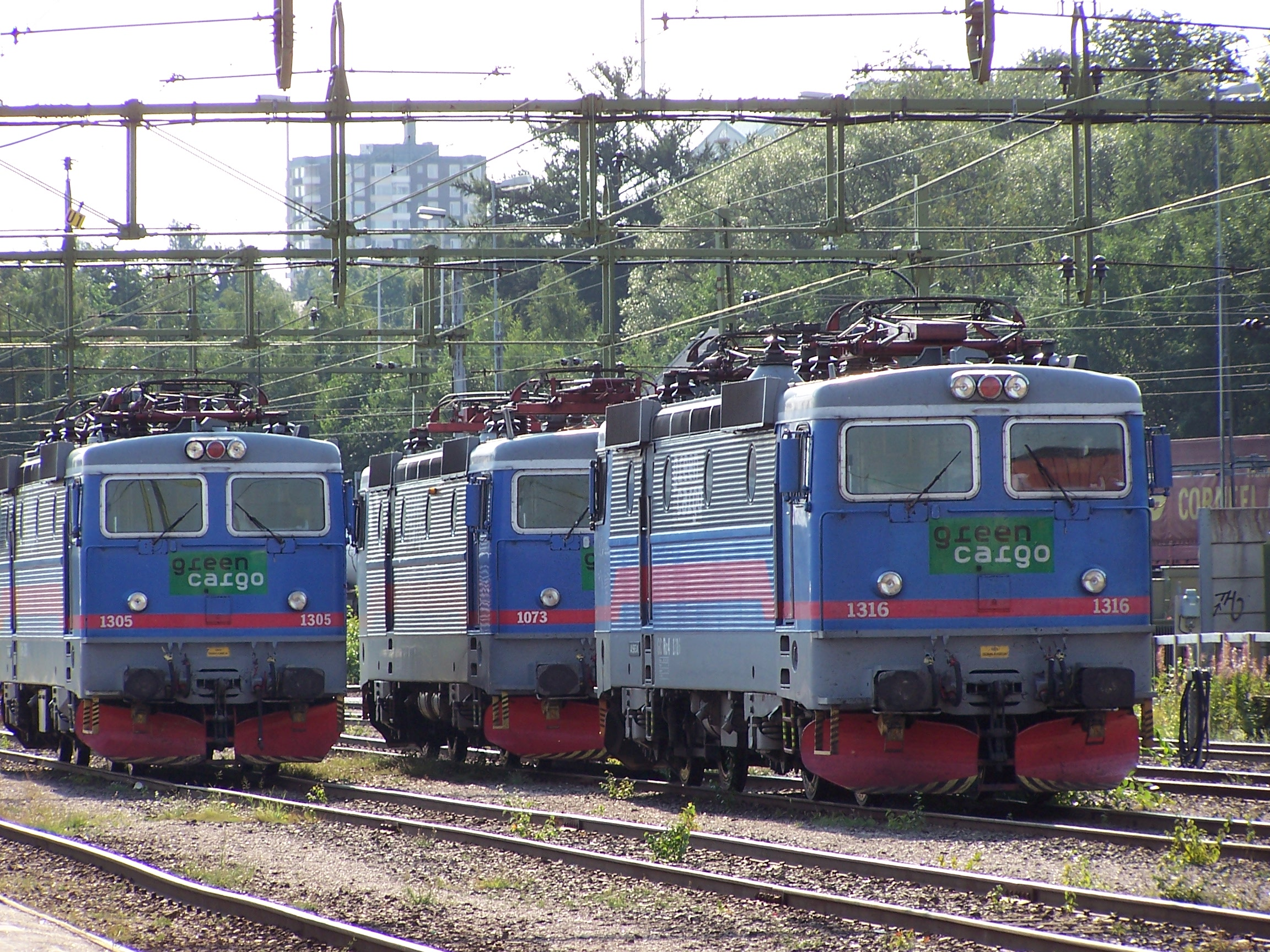
Elektrické lokomotivy pod trolejovým vedením o napětí 15 kV se střídavým proudem ve Švédsku

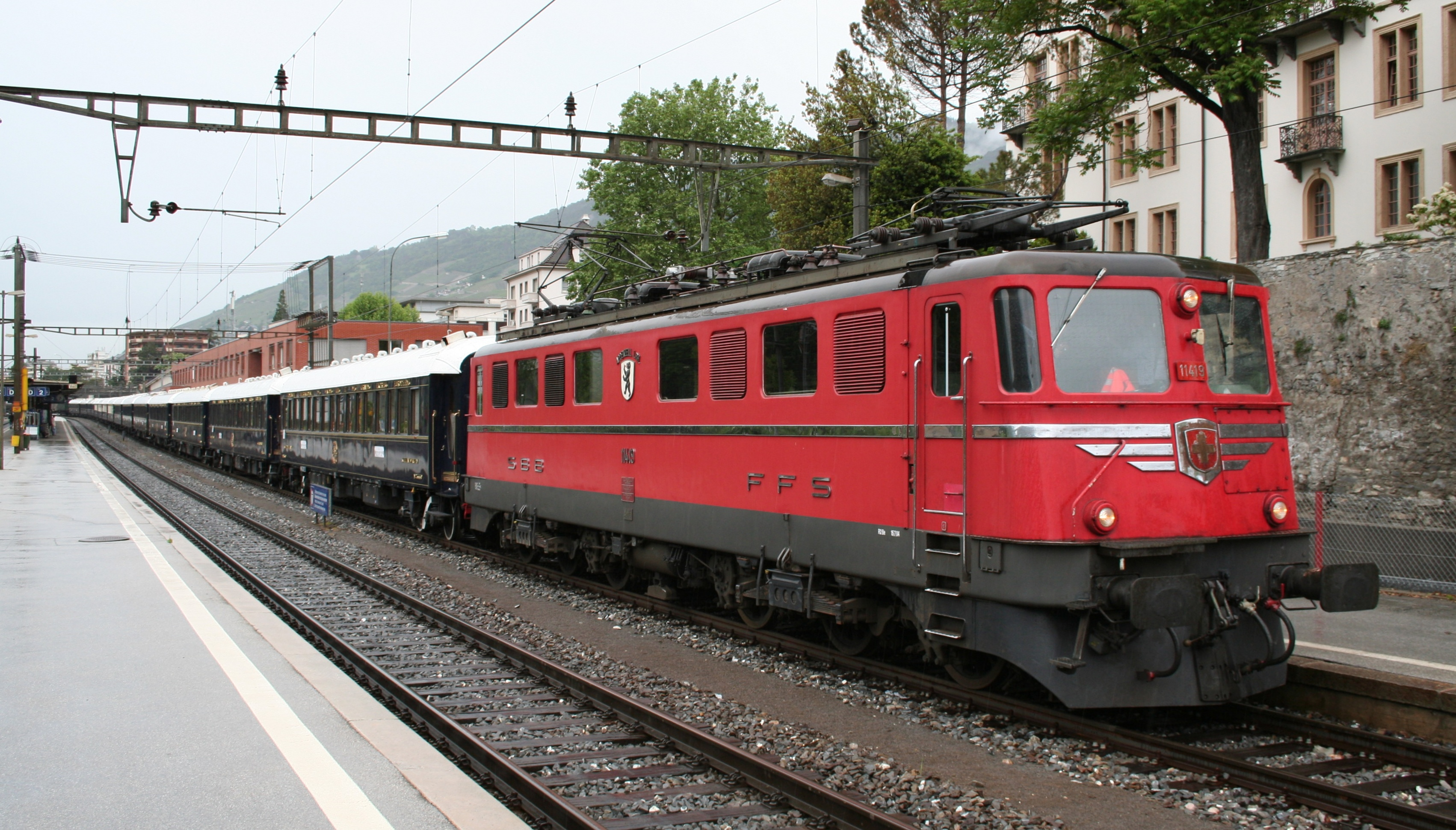
Střídavý systém 15 kV 16,7 Hz používaný ve Švýcarsku

Střídavé napětí o zvláštní frekvenci 16 ⅔ Hz bylo pro napájení kolejových vozidel zavedeno ve Švýcarsku, Německu a Rakousku již počátkem 20. století. Důvody byly technické – tuto frekvenci lze totiž ještě stále transformovat za použití běžných transformátorů (transformátor je pouze větší protože musí být vybaven větším a hmotnějším magnetickým obvodem, který je v praxi vyroben především ze železa), a navíc je možno takto nízkou frekvenci ještě přímo použít pro napájení stejnosměrných elektrických motorů bez použití usměrňovače.
Příčinou, proč komutátorový motor komutuje podstatně hůř při střídavém napájení, než při stejnosměrném, je transformační napětí, které se v kotvě indukuje od časově proměnného pole hlavních pólů. Převádět na lokomotivě střídavý proud na stejnosměrný nebylo dříve snadné, byla k tomu potřeba těžká a rozměrná rotační soustrojí (motorgenerátory) nebo rtuťové usměrňovače, které potřebovaly ke svému provozu vysoký stupeň vakua a byly mechanicky choulostivé. Proto byl kmitočet střídavého napájecího napětí snížen na jednu třetinu. V Evropě tedy z obvyklých 50 Hz na 16 ⅔ Hz. Celočíselný poměr 3 byl zvolen z důvodu realizace rotačních konvertorů, a to na bázi šestipólového synchronního motoru a dvoupólového alternátoru. Snížení kmitočtu na jednu třetinu se ukázalo jako rozumný kompromis mezi zvětšením rozměrů transformátorů (ke kterému pochopitelně došlo) a zlepšenou komutací trakčních motorů, které bylo dosaženo s vynálezem komutačních pólů. Nižší kmitočet se též příznivě projevil ve snížení impedance trakčního vedení, a spolu s použitím dostatečně vysokého napětí napomohl ke snížení počtu napájecích stanic, neboť ty jsou díky poměrně malým úbytkům napětí schopny napájet poměrně dlouhé úseky.
Snížením kmitočtu a zavedením fázově posunutých pomocných pólů komutátorových trakčních motorů se již v prvé dekádě dvacátého století podařilo dovést jednofázový systém do úspěšného stavu technické použitelnosti, a některé železnice jím začaly své tratě elektrizovat.
Toto řešení se zejména používalo ještě před vynálezem výkonových křemíkových usměrňovačů. Použití této frekvence přináší i výhodu/nevýhodu – nutnost budovat speciální jednofázové elektrárny určené pouze pro tyto účely či instalovat rotační měniče (dříve) nebo dnes polovodičové měniče z běžné síťové frekvence 50 Hz na výrobu trakčního napětí o frekvenci 16 ⅔ Hz (dnes 16,7 Hz z důvodů omezení harmonických) a napětí 15 kV. Rekuperace energie je díky jednofázové síti bezproblémová. Trakční soustava 16,7 Hz mívá podél trati vlastní přenosové vedení vyššího napětí. Není přímo navázána na třífázovou rozvodnou soustavu 50 Hz. Jedná se tedy o soustavu od sítě izolovanou.
Rozvoj polovodičové techniky mírně modifikoval jmenovitou hodnotu kmitočtu. Poměr 1 : 3, tedy 16 ⅔ Hz : 50 Hz, poplatný době používání rotačních měničů v systému napájení, byl v období elektronických měničů změněn na nesoudělný poměr 16,7 Hz : 50 Hz a to z důvodu zamezení vzniku nežádoucích rezonančních jevů (záznějů) v rozvodné síti.

### 3 kV stejnosměrné
Evropským průkopníkem této soustavy byla ve 20. letech 20. století Itálie. Napětí 3 000 V představuje prakticky hranici stejnosměrné soustavy, vyšší napětí by bylo obtížně zvládnutelné jak z hlediska izolačního stavu trakčního obvodu včetně motorů, tak i napětí mezi lamelami komutátorů trakčních motorů. Nakonec i pro moderní polovodičové prvky představuje toto napětí mez, které dosahují z hlediska provozní spolehlivosti jen někteří výrobci. Výhodou tohoto systému je jednoduchost vozidel, snadná rekuperace a využití rekuperované energie. K nevýhodám patřila donedávna ztrátová (odporová) regulace rozjezdu vozidel. Dále je zde omezení přenášeného výkonu limitem proudu, který je schopná tato soustava přenést k vozidlu a přes sběrač na vozidlo. U této soustavy je nutné zabezpečit ochranu kovových prvků v okolí tratě před účinky bludných proudů. Průřez trolejového drátu je proti střídavé soustavě větší, avšak ani tak není schopná přenést srovnatelný výkon. Proto i Itálie zvolila pro novou vysokorychlostní trať z Říma do Neapole napájení 25 kV, 50 Hz.
Stejnosměrné DC soustavy s diodovými usměrňovači mohou rekuperovat jen do sousedního vozidla na trati (pokud existuje a odebírá výkon).

### 1,5 kV stejnosměrné
Napětí této soustavy bylo dáno úrovní elektrotechniky v počátcích rozmachu elektrizace železnic, tj. přibližně v období mezi světovými válkami. V zemích, kde je tato soustava rozšířená, dnes přináší spíše problémy – i přesto, že se na hlavních kolejích používají zdvojené trolejové dráty, není tato soustava schopná již zvládat výkony dnes požadované. Jejímu nahrazení však brání ekonomické důvody. Např. na území Česka je takto elektrizována trať Tábor–Bechyně.

### 3×3kV,15 Hz
Tato soustava byla rozšířená na severu Itálie v letech 1902–1975. U jejího zrodu stál již výše zmíněný Kálmán Kandó a zpočátku i firma Ganz, kde byl zaměstnán. Lokomotivy byly poháněny asynchronními kroužkovými motory s rozběhem regulovaným vodním odporníkem. Velkou nevýhodou tohoto systému byla složitost dvouvodičového trolejového vedení (3. fáze byla v kolejnicích).
Na třífázovém systému poprvé přesáhlo kolejové vozidlo rychlost 200 km/h, a to již roku 1903 v Německu. Všechny tři vodiče zde byly uspořádány nad sebou na sloupech vedle kolejí. Dnes se třífázové napájení používá na některých ozubnicových drahách (např. Jungfraubahn). k největším výhodám patří přirozená regulace otáček elektromotoru připojeného na třífázovou síť – při překročení synchronních otáček přejde plynule do generátorického režimu a působí tak jako brzda.

### 650–850V stejnosměrných
Tato soustava se využívá na jihovýchodě Anglie, kde funguje poměrně hustá železniční síť s osobní dopravou elektrickými jednotkami jezdícími v poměrně krátkých intervalech. Počátky této sítě sahají do období před 1. světovou válkou, kdy jej počala zavádět na svých tratích společnost London and South Western Railway (L&SWR), a to s napětím 650 V. Od roku 1955 zaváděly BR na nově elektrifikovaných úsecích napětí 750 V. Vozidla však jezdí bez problémů na obou napětích, nehledě na fakt, že jsou úseky společné pro provoz metra, které má minus pól ve zvláštní, čtvrté kolejnici. Tato kolejnice je galvanicky oddělená od koleje, takže metro je napájeno napětím mezi 3. a 4. kolejnicí. Výhodou tohoto systému je robustnost napájecího vedení tvořeného kolejnicí, jednoduchost vozidel vyplývající i z nižších nároků na izolační odpor. k nevýhodám patří zejména vysoké proudy a z toho vyplývající potíže a výkonová omezení moderních vozidel, dále nebezpečí úrazu elektrickým proudem při kontaktu s napájecí kolejnicí, přerušení napájecí kolejnice na přejezdech a tahání elektrických oblouků v těchto místech, omezení rychlosti schopností sběračů udržet stabilní kontakt (max. 160 km/h).
Systém napájení nízkým napětím pomocí třetí kolejnice jinak používají většinou dráhy typu metra nebo S-Bahn. Kromě toho se s tímto způsobem napájení, avšak z trolejového vedení, setkáme i na některých místních drahách, z nichž některé se svým charakterem blíží tramvaji. Je třeba zmínit i napájení třetí kolejnicí na některých francouzských úzkorozchodných drahách.